# Критерій Бредфорда Гілла
Критерій Бредфорда Гілла — це певний набір ознак (критеріїв), на підставі яких можна розв'язати питання, чи є зв'язок між хворобою та якимось чинником зовнішнього середовища (напр. вживання лікарських препаратів) причиново-наслідковим. Цей критерій був запропонований англійським статистиком Остіном Бредфордом Гіллом у 1965 році.

## Типи критеріїв
1. Аналогія — причиново-наслідковий зв'язок уже встановлено для впливу подібного фактора зовнішнього середовища;
2. Біологічна правдивість — критерій, згідно з яким спостерігається асоціація, ймовірно причиново-наслідкова, узгоджується з існуючими біологічними або медичними знаннями. Цей спосіб міркування слід вживати з обережністю, оскільки він може заважати розвитку нових знань, які не узгоджуються з раніше існуючими ідеями;
3. Залежність ефекту від дози — при посиленні впливу чинника зовнішнього середовища (підвищення дози лікарського препарату) захворюваність підвищується;
4. Зворотність — при послабленні впливу чинника зовнішнього середовища (вживання лікарського препарату) виразність побічної дії знижується;
5. Послідовність у часі — причина (прийом лікарських препаратів) передує ефекту;
6. Специфічність — одна причина призводить до одного ефекту (наслідку);
7. Стійкість — ефект спостерігається різними дослідниками незалежно від місця, умов спостереження і часу[1].

## Приклади до критеріїв

### Аналогія
Відомо, що повільна вірусна інфекція може викликати хронічне дегенеративне захворювання центральної нервової системи, то по аналогії можна допустити, що інший вірус може викликати дегенерацію імунної системи (СНІД).

### Біологічна правдивість
Наприклад, на початку 80-х років для лікування раку був запропонований препарат Амигдалін. Однак вчені не могли уявити біологічний механізм протипухлинної дії екстракту абрикосових кісточок, хімічна будова якого дуже відрізняється від будови відомих речовин протипухлинної дії. Щоб розв'язати дану проблему провели дослід і виявилося, що дана речовина є неефективною у лікуванні, відомих на той час, форм раку.

### Залежність ефекту від дози
Представники тютюнової промисловості стверджують, що зв'язок між тютюнопалінням і хворобою, наприклад раком легень, а також залежність ефекту від дози обумовлені впливом деяких факторів, що втручаються. Їхній аргумент є таким: деяка невідома змінна (фактор, що втручається) служить причиною тютюнової залежності й одночасно збільшує ризик захворювання раку легень. Чим більшою мірою присутній цей фактор, тим частіше куріння поєднується із захворюванням раку легень, звідси й залежність ефекту від дози.

### Зворотність
Наприклад, можна припустити (хоч і малоймовірно), що люди, які бажають кинути палити, мають менший рівень якогось неідентифікованого фактора в порівнянні з тими, що продовжують палити.

### Послідовність у часі
Давно помічено, що при надмірній масі тіла ризик смерті, особливо від серцево-судинних захворювань, вище, ніж при нормальній масі. Виходячи з цього, розумно припустити, що зниження маси тіла надасть профілактичну дію у хворих з ожирінням. Однак в деяких дослідженнях виявлено збільшення смертності серед осіб, що втрачали масу тіла, навіть якщо до цього вони не хворіли. Ці тривожні спостереження можна пояснити, припустивши, що зниження маси тіла було доклінічним проявом смертельного захворювання. В цьому випадку смертельне захворювання передує і викликає зниження маси, а не навпаки.

### Специфічність
При хронічних захворюваннях часто існує безліч причин одного і того ж захворювання. Розвитку раку легень сприяє куріння, йонізівне випромінювання тощо. Внаслідок чого куріння призводить не тільки до раку легень, але й виразкової хвороби, пародонтозу, бронхіту.